# Kurt Pochhammer
Kurt Pochhammer (* 22. August 1920; † 18. August 2004 in Potsdam) war ein deutscher Chirurg und Sportfunktionär.

## Werdegang
Pochhammer war zum Dr. med. promovierter Chirurg und Spezialist auf dem Gebiet der Abdominalchirurgie und Chefarzt am katholischen Dominikus-Krankenhaus in Berlin.
Er war Segler im Berliner Segelclub Seglerhaus am Wannsee. Von 1973 bis 1985 war er Präsident des Deutschen Segler-Verbandes (DSV) und gehörte ab 1985 dem Ältestenrat des Nationalen Olympischen Komitees für Deutschland an. In seiner Amtszeit wurde die Verbandsarbeit des DSV modernisiert und in Hamburg eine neue Geschäftsstelle eingerichtet.

## Ehrungen
- 1978: Verdienstkreuz 1. Klasse der Bundesrepublik Deutschland
- 1985: Großes Verdienstkreuz der Bundesrepublik Deutschland
- Ehrenpräsident des Deutschen Segler-Verbandes